# Château de Malans
Le château de Malans est un château de style Renaissance datant du XVe siècle rénové au XXe, situé à Malans, en France.

## Description
Belle demeure de 25 pièces - résidence du comte de Lallemand, ambassadeur de Napoléon III, mort en 1882. Remise à calèches. Ce château serait l'un des seuls en France à avoir deux fresques dans la salle-d'eau classées par les monuments historiques.

## Localisation
Le château est situé sur la commune de Malans, dans le département français de la Haute-Saône, sur les bords de l'Ognon, couloir de passage entre la Franche-Comté et le Val de Saône depuis la plus haute antiquité.

## Historique
C'était à l'origine un simple donjon, autour duquel s'est construit l'actuel château. Il appartenait aux chevaliers De Malans. Au XIIIe siècle, devant l'avance ennemie venant du nord (empire), ils abandonnèrent leurs biens, émigrèrent en Suisse, où, plus tard, ils épousèrent la foi protestante, sous le patronyme Malan : le château de Malans est donc à l'origine de ce patronyme bien connu du monde protestant, notamment Vaudois[réf. nécessaire].

## Protection
L'édifice est inscrit au titre des monuments historiques en 1988.